# Онкен, Август
Август Онкен (нем. August Oncken; 10 апреля 1844, Гейдельберг — 10 июля 1911, Шверин) — германский экономист и научный писатель. Брат Вильгельма Онкена.

## Биография
Учился в Мюнхене, Гейдельберге и Берлине, в 1865—1871 годах управлял своим имением в Ольденбурге и в 1872 году габилитировался (стал доктором наук) в колледже сельскохозяйственных наук в Вене. В 1870—1871 был преподавателем экономики и статистики в Королевской Политехнической школе в Штутгарте (ныне Штутгартский университет), в 1877 году был назначен профессором экономики в Политехникуме Аахена и в том же году стал преподавать в Вене в звании экстраординарного профессора, в 1878 году перешёл в Бернский университет на юридический факультет.
Как учёный много занимался историей экономики (в основном XVII—XIX веков), критиковал взгляды Адама Смита.

## Сочинения
- Untersuchung über den Begriff der Statistik (Leipzig, 1870)
- Die Wiener Weltausstellung 1873 (Berlin, 1873)
- Adam Smith in der Kulturgeschichte (Wien, 1874)
- Österreichische Agrarier (Wien, 1877)
- Adam Smith und Immanuel Kant (Leipzig, 1877, Bd. 1)
- Der ältere Mirabeau und die ökonomische Gesellschaft in Bern (Bern, 1886)
- Die Maxime Laissez faire et laissez aller (Bern, 1887)
- Geschichte der National ökonomie, I Teil, Die Zeit vor Ad. Smith (Leipzig, 1902)
  - История политической экономии до Адама Смита / Проф. Авг. Онкен; Пер. с нем. студентов С.-Петерб. политехн. ин-та под ред. доц. М. В. Бернацкого с предисл. проф. А. С. Посникова. — СПб.: тип. М. А. Александрова, 1908. — X, 495 с., 2 л. факс.